# مانفردو پیترانتونیو
مانفردو پیترانتونیو (انگلیسی: Manfredo Pietrantonio؛ زادهٔ ۴ مهٔ ۱۹۹۸) بازیکن فوتبال است.